# Shapis mardava
Shapis mardava är en fjärilsart som beskrevs av Druce 1897. Shapis mardava ingår i släktet Shapis och familjen nattflyn. Inga underarter finns listade i Catalogue of Life.